# Lew śpiący (Bytom)
Lew śpiący (niem. Schlafender Löwe) – rzeźba z 1873 roku, znajdująca się na Rynku w Bytomiu, przedstawiająca leżącego lwa z głową wspartą na przednich kończynach, wpisana do rejestru zabytków ruchomych województwa śląskiego.

## Historia
Lew został wykonany na zamówienie władz Bytomia w brązie przez berlińską Odlewnię Hermanna Gladenbecka w 1873, na podstawie projektu Theodora Kalidego z 1824. Rzeźba wieńczyła kilkumetrowej wysokości pomnik upamiętniający mieszkańców powiatu bytomskiego, poległych w wojnie francusko-pruskiej (1870–1871), który odsłonięto w 1873 roku. Pomnik składał się z niecki fontanny, pośrodku której umieszczono cokół z kamienia, zwieńczony rzeźbą lwa. W 1932 roku pomnik został przeniesiony na Reichspräsidentenplatz (dzisiejszy Plac Akademicki), ponieważ na Rynku budowano stację benzynową. Postument pomnika został zniszczony w 1945 roku, a rzeźba lwa trafiła do bytomskiego parku miejskiego, umieszczono ją w pobliżu miejsca, gdzie znajdował się pomnik Ottona von Bismarcka, który odsłonięto w 1908 roku. Następnie dzieło przeniesiono na cokół w pobliże parkowej Góry Miłości. Rzeźba pozostawała w parku do lutego 1953 roku i zaginęła w niewyjaśnionych okolicznościach. W 2006 roku dzieło umieszczone co najmniej od 1954 roku przy północnej bramie Ogrodu Zoologicznego w Warszawie (przy rzeźbie powstał „Bar pod Lwem”) zostało zidentyfikowane jako bytomski Lew śpiący przez bytomskich historyków, Zdzisława Jedynaka i Przemysława Nadolskiego. Prezydent Bytomia Krzysztof Wójcik wnioskował o zwrot rzeźby do Urzędu Miasta Stołecznego Warszawy na wniosek Jerzego Gorzelika. Działania na rzecz odzyskania dzieła kontynuował następny bytomski prezydent, Piotr Koj, a także m.in. Ruch Autonomii Śląska. 
9 maja 2007 roku Lew śpiący został wpisany do rejestru zabytków ruchomych województwa mazowieckiego pod numerem B–123. Rzeźba została przewieziona w październiku 2007 roku z Warszawy do Gliwickich Zakładów Urządzeń Technicznych, gdzie dokonano konserwacji dzieła oraz wykonano jego kopię dla warszawskiego zoo. Do Bytomia Lew śpiący powrócił w maju 2008 roku, gdzie został uroczyście odsłonięty na Rynku 4 października tegoż roku. Miasto jednak nie otrzymało rzeźby na własność, a jedynie w depozyt.
Od 2014 roku Bytomskie Lwy są przyznawane jako nagrody w postaci statuetek podczas Festiwalu Popularyzatorów Filmowych „Bytom Film Festival”.
Podobne do bytomskiego lwa obiekty znajdują się w wielu miastach w Polsce i za granicą, m.in. w Gliwicach (zob. Lew śpiący), czy szwajcarskiej Lucernie (zob. Pomnik szwajcarskich gwardzistów).

## Galeria

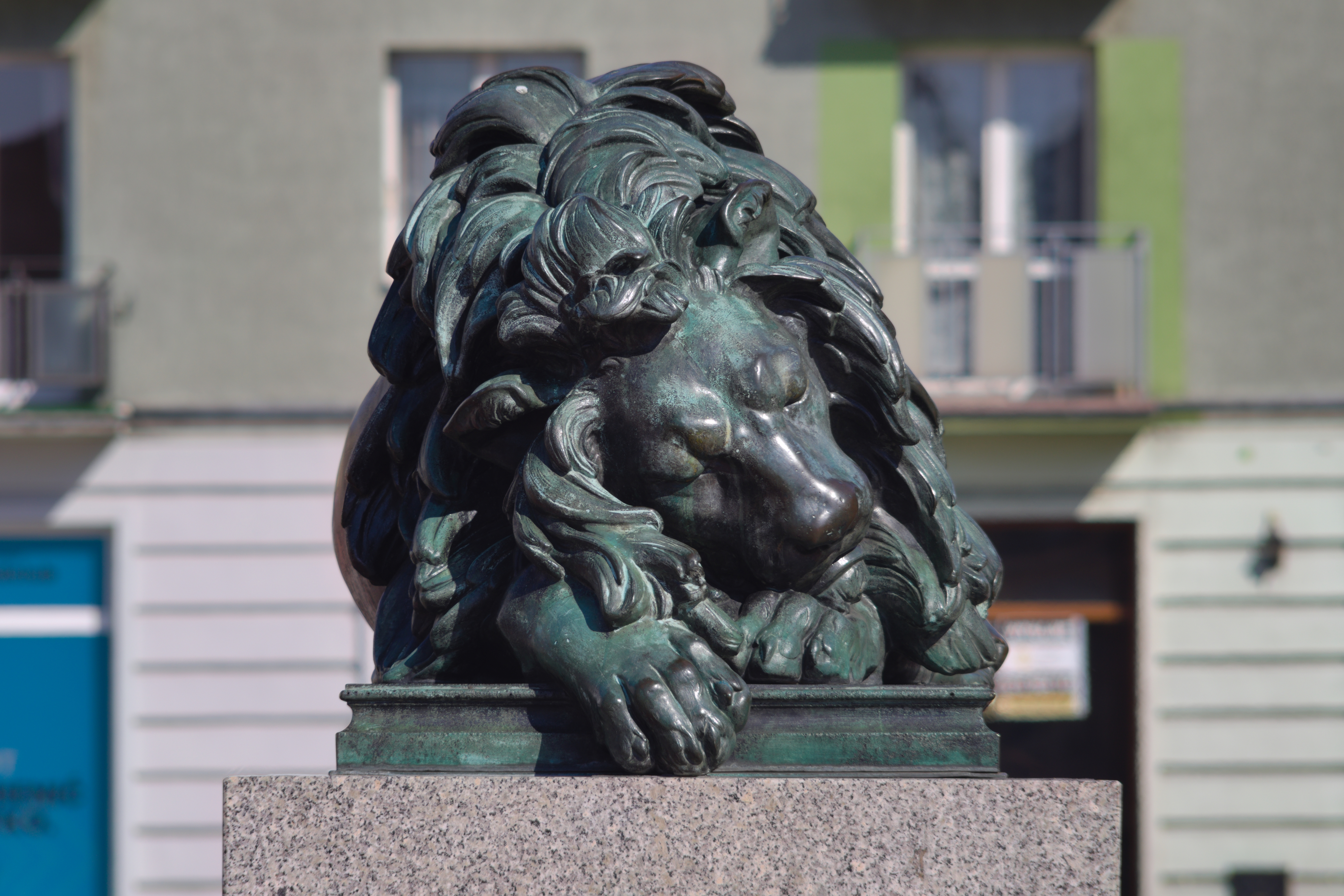
Front (2021)
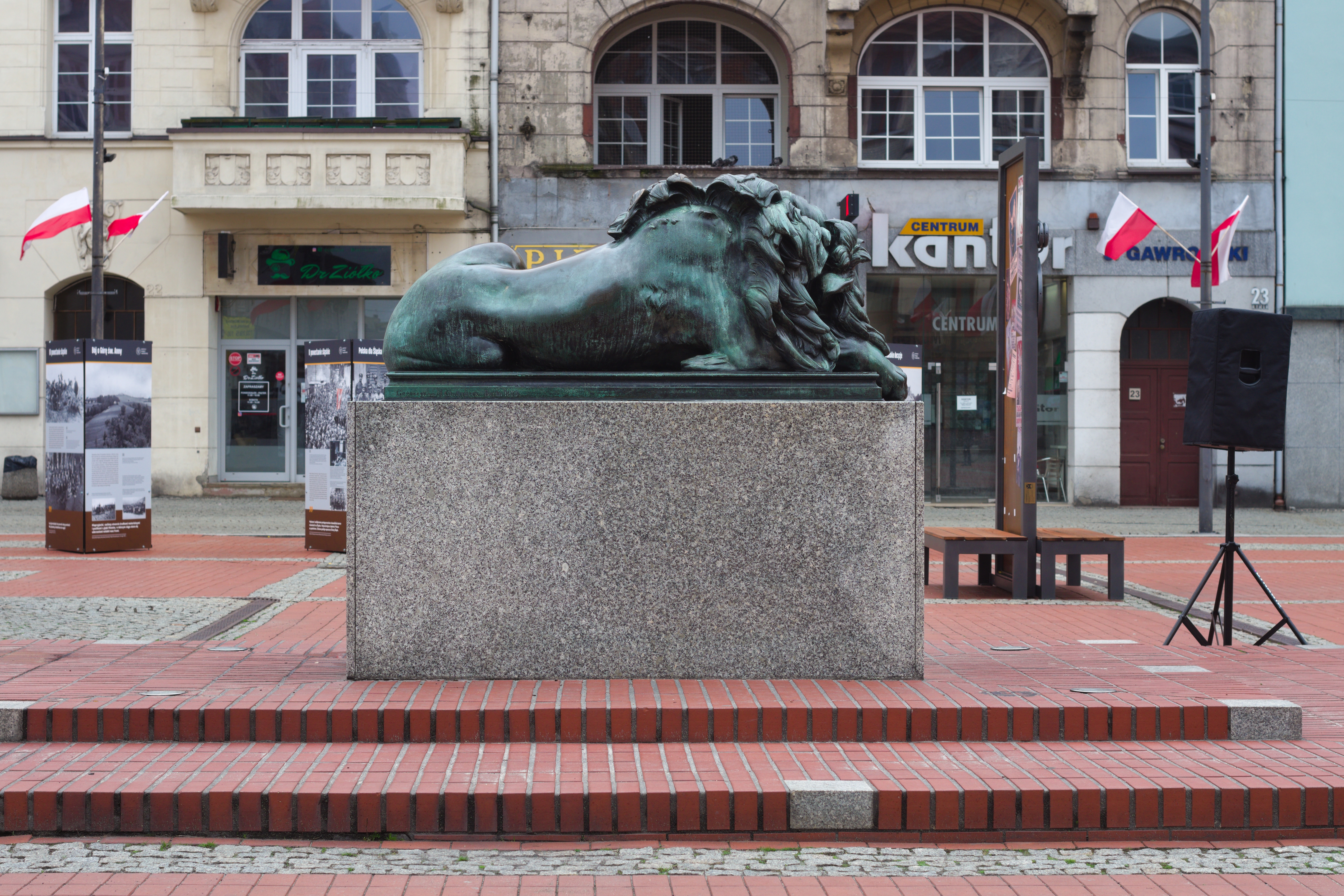
Widok z północnego wschodu (2021)
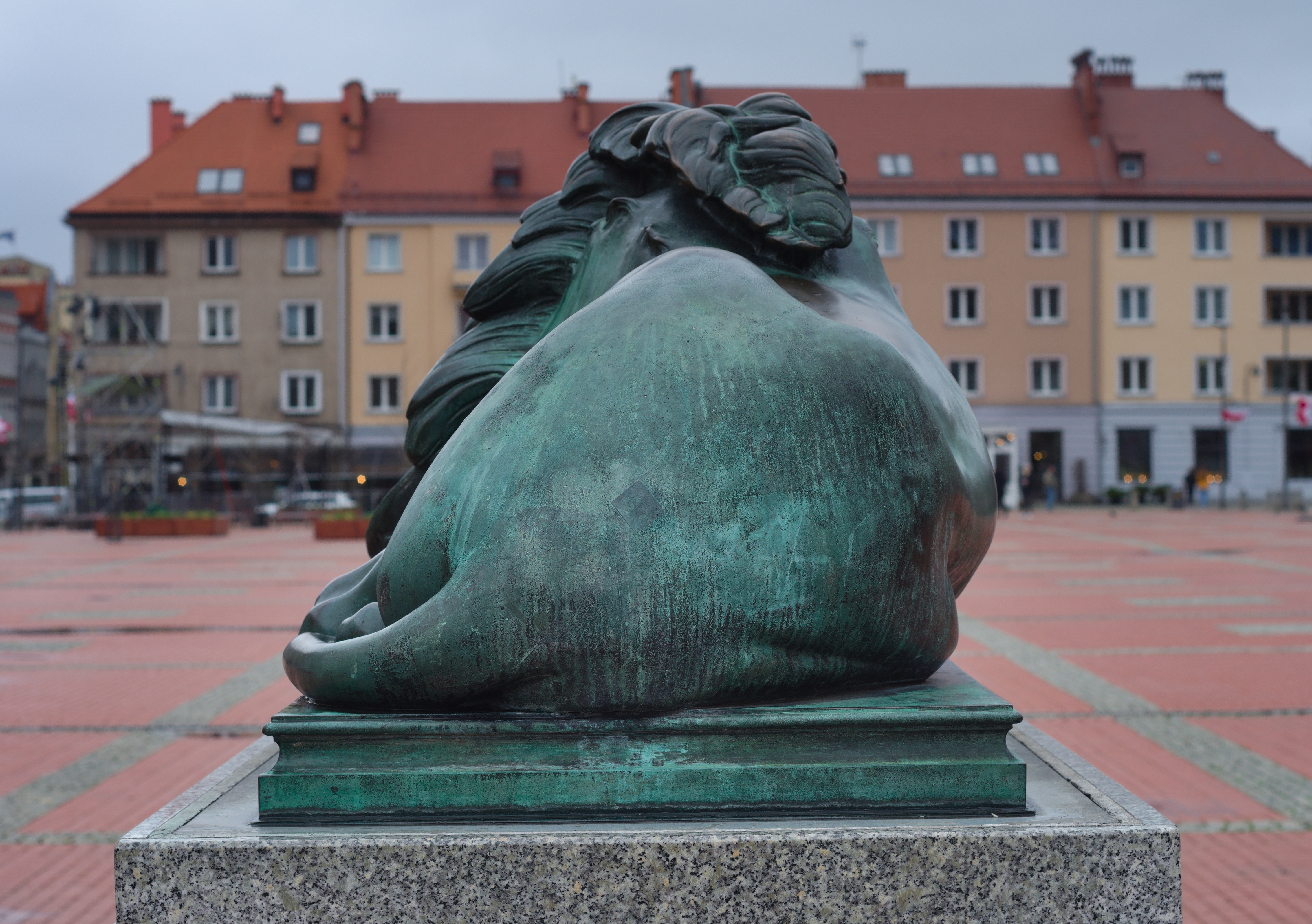
Tył (2021)
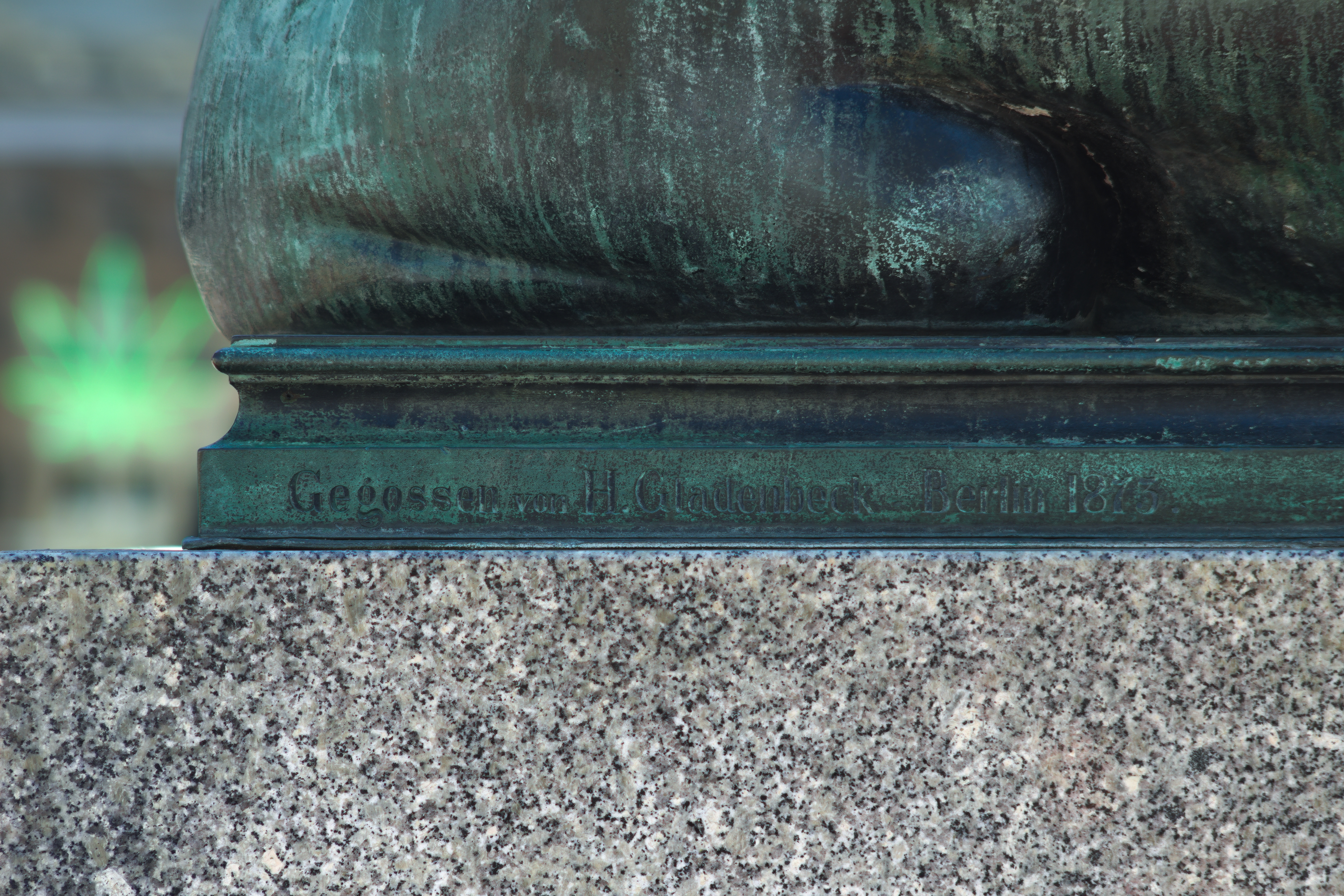
Inskrypcja odlewni Gladenbecka u podstawy (2021)